# Lago Verde, Figueroa
Lago Verde är en sjö i Chile. Den ligger i regionen Región de Aisén, i den södra delen av landet, 1 200 km söder om huvudstaden Santiago de Chile. Lago Verde ligger 270 meter över havet. Arean är 20,2 kvadratkilometer. Den sträcker sig 9,0 kilometer i nord-sydlig riktning, och 11,4 kilometer i öst-västlig riktning.
I omgivningarna runt Lago Verde växer i huvudsak blandskog. Trakten runt Lago Verde är nära nog obefolkad, med mindre än två invånare per kvadratkilometer.